# Arthur Treacher
Arthur Veary Treacher (Brighton, Inglaterra; 23 de julio de 1894 – Manhasset, Nueva York; 14 de diciembre de 1975) fue un actor cinematográfico y televisivo de nacionalidad británica. 

## Biografía
Nacido en Brighton, Sussex Oriental (Inglaterra), Treacher era un veterano de la Primera Guerra Mundial. Finalizada la guerra consiguió establecerse como actor teatral, y en 1928 viajó a Estados Unidos para actuar en una comedia musical titulada Great Temptations. Tras ello, fue elegido para trabajar en la producción de 1930 de Billy Rose Sweet and Low.
Treacher empezó su carrera cinematográfica en la década de 1930 haciendo, entre otros, cuatro papeles en otros tantos filmes de Shirley Temple: Curly Top (1935), Stowaway (1936), Heidi (1937) y The Little Princess (1939). En diferentes escenas de manera intencionada se veía a Treacher de pie o bailando al lado de la pequeña actriz infantil (Treacher era un actor de elevada estatura). 
Treacher llegó a ser ideal para los papeles de mayordomo, y encarnó a Jeeves, el perfecto ayuda de cámara ideado por P. G. Wodehouse, en las películas Thank You, Jeeves! (1936) y Step Lively, Jeeves (1937). También fue ayuda de cámara o mayordomo en otras varias cintas, entre ellas Personal Maids, Mister Cinderella, y Bordertown.
En 1964 Treacher hizo el papel del remilgado mayordomo inglés Arthur Pinkney en dos episodios de The Beverly Hillbillies. Pinkney erróneamente creía que los montañeses eran los criados de la familia para la que trabajaba, mientras que ellos pensaban que Pinkney era un huésped en su mansión en Beverly Hills.
Treacher interpretó al policía Jones en Mary Poppins, hizo varias actuaciones como artista invitado en la televisión de Estados Unidos, y fue locutor y compañero de Merv Griffin en The Merv Griffin Show desde 1965 a 1970. Cuando Griffin pasó de redifusión a la CBS en 1969, la dirección de la cadena insistió en que Treacher era demasiado viejo para el show, pero Griffin insistió para que Treacher se mantuviera en el puesto, lo cual finalmente consiguió. Sin embargo, cuando al año siguiente Griffin trasladó su programa a Los Ángeles, Treacher renunció al puesto.
En sus últimos tiempos de fama Treacher dio su nombre y su imagen a negocios como Arthur Treacher's Fish and Chips y Call Arthur Treacher Service System. Arthur Treacher's Fish and Chips fue una popular cadena de restaurantes de la década de 1970, con un total de casi 900 locales, aunque no está claro si el actor tenía alguna participación económica en la empresa.
Arthut Treacher falleció en 1975 en Manhasset (Nueva York), Estados Unidos, a causa de una enfermedad cardiaca. Fue enterrado en Beverly Hills, California, Estados Unidos.

## Filmografía seleccionada
- Curly Top (1935)
- El sueño de una noche de verano (1935)
- Magnificent Obsession (Sublime obsesión) (1935)
- Remember Last Night? (¿Recuerdas lo de anoche?) (1935)
- Anything Goes (Todo vale) (1936)
- Hearts Divided (1936)
- Satan Met a Lady (1936)
- Thank You, Jeeves! (1936)
- Stowaway (1936)
- Under Your Spell (1936)
- Thin Ice (1937)
- Heidi (1937)
- Mad About Music (Mentirosilla) (1938)
- Up the River (1938)
- The Little Princess (La pequeña princesa) (1939)
- Barricade (1939)
- Irene (1940)
- Forever and a Day (1943)
- The Amazing Mrs. Holliday (Mi encantadora esposa) (1943)
- In Society (1944)
- Fuego de juventud (1944)
- Swing Out, Sister (1945)
- The Countess of Monte Cristo (1948)
- That Midnight Kiss (1949)
- Mary Poppins (1964)